# Джаяварман VIII
Джаяварман VIII (кхмер. ជ័យវរ្ម័នទី៨) — правитель Кхмерської імперії.

## Правління
Був сином Індравармана II.
За часів його правління монгольські орди Хубілая вторглись до Малакки, дивом оминувши Камбоджу. У той же час виникло перше тайське князівство Сукхотай на чолі з могутнім правителем Рамакхамхаенгом Великим.
1295 року Джаяварман VIII був змушений зректись престолу на користь Індравармана III. Останній одружився з дочкою Джаявармана, яка зрадила батька та вручила священний меч, символ держави, в руки своєму чоловіку.